# 清水礼子
清水 礼子（しみず れいこ、禮子、1935年7月19日 - 2006年3月4日）は、日本の哲学者、哲学史研究者、青山学院大学文学部名誉教授。社会学者・評論活動で著名だった清水幾太郎の長女。子に、明治大学教授の清水真木。

## 概略
1960年に東京大学文学部を卒業。1966年同大学院博士課程を単位取得満期退学。1977年「スピノザ研究」で東京大学より文学博士の学位を取得。女子栄養大学を経て、1970年に青山学院大学専任講師、助教授、教授を経て同大名誉教授。日本哲学会などの学会に所属した。墓所は八王子市高尾霊園。

## 著書
- 『破門の哲学-スピノザの生涯と思想』みすず書房、1978年、新版2002年

### 共著編・訳
- 「清水幾太郎著作集」全19巻　責任編輯及び解題、講談社、1992〜1993年
- ジョン・デューイ「哲学の改造」清水幾太郎共訳、岩波文庫、1968年
- 「思想の歴史8 近代合理主義の流れ」平凡社、1965年、共著